# Whitegate (Cheshire)
Whitegate est un village du Cheshire, en Angleterre.